# Melanocoryphus albomaculatus
Espèce
Melanocoryphus albomaculatus est une espèce d'insectes du sous-ordre des hétéroptères (punaises), de la famille des Lygaeidae, sous-famille des Lygaeinae, et du genre Melanocoryphus.

## Morphologie
Punaise de taille moyenne entre 7 et 9,5 mm.
La tête est noire, elle porte un point blanc sur la partie membraneuse de chaque hémélytre. Le pronotum rouge porte deux taches noires en forme de crochets.  Chaque corie rouge est associées à un point noir.
Le scutellum est noir.

### confusions possibles
Lygaeus equestris, Lygaeus simulans.

## Comportement

### Alimentation
Cette punaise se nourrit de graines et particulièrement du genre Senecio.

## Répartition et habitat
Répartition
Répandue sur le pourtour méditerranéen, jusqu'en Asie centrale. En France elle est fréquente dans la partie sud. Elle s'est répandue jusque dans le Grand Est.
Habitat
Comme beaucoup d'espèces xérothermophiles (qui aiment les terrains secs et la chaleur), cette punaise se rencontre sur les éboulis, les pelouses sèches vivement exposées au soleil.

## Systématique
L'espèce Melanocoryphus albomaculatus a été décrite par le zoologiste allemand Johann August Ephraim Goeze en 1778.